# Liste der Nummer-eins-Hits in der Schweiz (1994)
Dies ist eine Liste der Nummer-eins-Hits in der Schweiz im Jahr 1994. Sie basiert auf den Top 100 Singles und Top 100 Alben der offiziellen Schweizer Hitparade. Es gab in diesem Jahr 15 Nummer-eins-Singles und 14 Nummer-eins-Alben.

## Singles
| ← 1993 ← | Liste der Nummer-eins-Hits in der Schweiz | Liste der Nummer-eins-Hits in der Schweiz | Liste der Nummer-eins-Hits in der Schweiz | 1995 →                    |
| \| Zeitraum \| Wo. ges. \| Interpret \| Titel Autor(en) \| Zusätzliche Informationen \| \| (Zeitraum, Wochen auf Platz eins, Interpret, Titel, Autor[en], zusätzliche Informationen) \| \| \| \| \| \| ----------------------------------------------------------------------------------------- \| -------- \| -------------------------------- \| --------------------------------------------------------------------------------------------------------------------------------------------------------------------------------- \| ------------------------- \| \| 21. November 1993 – 22. Januar 1994 9 Wochen \| 9 \| Meat Loaf \| I’d Do Anything for Love (But I Won’t Do That) Jim Steinman \| – \| \| 23. Januar 1994 – 5. Februar 1994 2 Wochen \| 2 \| Cappella \| U Got 2 Let the Music Pierangelo Feroldi, Antonio Puntillo, Mauro Picotto, Steven Zucchini, Roberto Arduini, Alessandro Neri, Gianfranco Bortolotti, Mauro Aventino, Marco Baroni \| – \| \| 6. Februar 1994 – 12. März 1994 5 Wochen \| 5 \| Bryan Adams, Rod Stewart & Sting \| All for Love Bryan Adams, Robert John Lange, Michael Arnold Kamen \| – \| \| 13. März 1994 – 2. April 1994 3 Wochen \| 3 \| Cappella \| Move On Baby Musik: Bruno Guerrini, Alessandro Pasinelli, Lorenzo Carpella, Gianfranco Bortolotti; Text: Diego Maria Leoni, Cyriel E. Ricardo Overman, Guan Juan Elmzoon \| – \| \| 3. April 1994 – 16. April 1994 2 Wochen \| 2 \| East 17 \| It’s Alright Anthony Michael Mortimer \| – \| \| 17. April 1994 – 4. Juni 1994 7 Wochen (insgesamt 10) \| 10 \| Mariah Carey \| Without You Thomas Evans, Peter William Ham \| – \| \| 5. Juni 1994 – 18. Juni 1994 2 Wochen \| 2 \| Prince \| The Most Beautiful Girl in the World Prince \| – \| \| 19. Juni 1994 – 9. Juli 1994 3 Wochen (insgesamt 10) \| 10 \| Mariah Carey \| Without You Thomas Evans, Peter William Ham \| – \| \| 10. Juli 1994 – 16. Juli 1994 1 Woche \| 1 \| D.J. Igo \| Freude herrscht (ohne Wenn und Aber) Peter Bächinger, Steve Wiesli \| – \| \| 17. Juli 1994 – 30. Juli 1994 2 Wochen \| 2 \| Youssou N’Dour & Neneh Cherry \| 7 Seconds Jonathan Peter Sharp, Cameron Andrew McVey, Neneh Cherry, Youssou N’Dour \| – \| \| 31. Juli 1994 – 22. Oktober 1994 12 Wochen \| 12 \| All-4-One \| I Swear Frank Joseph Myers, Gary B. Baker \| – \| \| 23. Oktober 1994 – 5. November 1994 2 Wochen \| 2 \| DJ BoBo \| Let the Dream Come True René Baumann, Axel Breitung \| – \| \| 6. November 1994 – 12. November 1994 1 Woche \| 1 \| Whigfield \| Saturday Night Alfredo Pignagnoli, Davide Riva \| – \| \| 13. November 1994 – 19. November 1994 1 Woche \| 1 \| Bon Jovi \| Always Jon Bon Jovi \| – \| \| 20. November 1994 – 26. November 1994 1 Woche \| 1 \| Madonna \| Secret Dallas L. Austin, Madonna L. Ciccone \| – \| \| 27. November 1994 – 4. März 1995 14 Wochen \| 14 \| Rednex \| Cotton Eye Joe Patric Robert Edenberg, Örjan Kjell Öberg, Christer Jan Ericsson \| – \| |                                           |                                           | |                           |
| ← 1993 |                                           |                                           | | → 1995 →                  |
| Zeitraum | Wo. ges.                                  | Interpret                                 | Titel Autor(en) | Zusätzliche Informationen |
| (Zeitraum, Wochen auf Platz eins, Interpret, Titel, Autor[en], zusätzliche Informationen) |                                           |                                           | |                           |
| 21. November 1993 – 22. Januar 1994 9 Wochen | 9                                         | Meat Loaf                                 | I’d Do Anything for Love (But I Won’t Do That) Jim Steinman | –                         |
| 23. Januar 1994 – 5. Februar 1994 2 Wochen | 2                                         | Cappella                                  | U Got 2 Let the Music Pierangelo Feroldi, Antonio Puntillo, Mauro Picotto, Steven Zucchini, Roberto Arduini, Alessandro Neri, Gianfranco Bortolotti, Mauro Aventino, Marco Baroni | –                         |
| 6. Februar 1994 – 12. März 1994 5 Wochen | 5                                         | Bryan Adams, Rod Stewart & Sting          | All for Love Bryan Adams, Robert John Lange, Michael Arnold Kamen | –                         |
| 13. März 1994 – 2. April 1994 3 Wochen | 3                                         | Cappella                                  | Move On Baby Musik: Bruno Guerrini, Alessandro Pasinelli, Lorenzo Carpella, Gianfranco Bortolotti; Text: Diego Maria Leoni, Cyriel E. Ricardo Overman, Guan Juan Elmzoon          | –                         |
| 3. April 1994 – 16. April 1994 2 Wochen | 2                                         | East 17                                   | It’s Alright Anthony Michael Mortimer | –                         |
| 17. April 1994 – 4. Juni 1994 7 Wochen (insgesamt 10) | 10                                        | Mariah Carey                              | Without You Thomas Evans, Peter William Ham | –                         |
| 5. Juni 1994 – 18. Juni 1994 2 Wochen | 2                                         | Prince                                    | The Most Beautiful Girl in the World Prince | –                         |
| 19. Juni 1994 – 9. Juli 1994 3 Wochen (insgesamt 10) | 10                                        | Mariah Carey                              | Without You Thomas Evans, Peter William Ham | –                         |
| 10. Juli 1994 – 16. Juli 1994 1 Woche | 1                                         | D.J. Igo                                  | Freude herrscht (ohne Wenn und Aber) Peter Bächinger, Steve Wiesli | –                         |
| 17. Juli 1994 – 30. Juli 1994 2 Wochen | 2                                         | Youssou N’Dour & Neneh Cherry             | 7 Seconds Jonathan Peter Sharp, Cameron Andrew McVey, Neneh Cherry, Youssou N’Dour                                                                                                | –                         |
| 31. Juli 1994 – 22. Oktober 1994 12 Wochen | 12                                        | All-4-One                                 | I Swear Frank Joseph Myers, Gary B. Baker | –                         |
| 23. Oktober 1994 – 5. November 1994 2 Wochen | 2                                         | DJ BoBo                                   | Let the Dream Come True René Baumann, Axel Breitung | –                         |
| 6. November 1994 – 12. November 1994 1 Woche | 1                                         | Whigfield                                 | Saturday Night Alfredo Pignagnoli, Davide Riva | –                         |
| 13. November 1994 – 19. November 1994 1 Woche | 1                                         | Bon Jovi                                  | Always Jon Bon Jovi | –                         |
| 20. November 1994 – 26. November 1994 1 Woche | 1                                         | Madonna                                   | Secret Dallas L. Austin, Madonna L. Ciccone | –                         |
| 27. November 1994 – 4. März 1995 14 Wochen | 14                                        | Rednex                                    | Cotton Eye Joe Patric Robert Edenberg, Örjan Kjell Öberg, Christer Jan Ericsson                                                                                                   | –                         |

## Alben
| ← 1993 ← | Liste der Nummer-eins-Hits in der Schweiz | Liste der Nummer-eins-Hits in der Schweiz | Liste der Nummer-eins-Hits in der Schweiz | 1995 →                    |
| \| Zeitraum \| Wo. ges. \| Interpret \| Titel \| Zusätzliche Informationen \| \| (Zeitraum, Wochen auf Platz eins, Interpret, Titel, zusätzliche Informationen) \| \| \| \| \| \| ------------------------------------------------------------------------------ \| -------- \| -------------------------------- \| ------------------------ \| ------------------------- \| \| 5. Dezember 1993 – 5. Februar 1994 9 Wochen (insgesamt 11) \| 11 \| Bryan Adams \| So Far So Good \| – \| \| 6. Februar 1994 – 12. März 1994 5 Wochen \| 5 \| Gotthard \| Dial Hard \| – \| \| 13. März 1994 – 26. März 1994 2 Wochen (insgesamt 11) \| 11 \| Bryan Adams \| So Far So Good \| – \| \| 27. März 1994 – 9. April 1994 2 Wochen \| 2 \| Cappella \| U Got 2 Know \| – \| \| 10. April 1994 – 30. April 1994 3 Wochen (insgesamt 4) \| 4 \| Pink Floyd \| The Division Bell \| – \| \| 1. Mai 1994 – 7. Mai 1994 1 Woche \| 1 \| Roxette \| Crash! Boom! Bang! \| – \| \| 8. Mai 1994 – 14. Mai 1994 1 Woche (insgesamt 4) \| 4 \| Pink Floyd \| The Division Bell \| – \| \| 15. Mai 1994 – 21. Mai 1994 1 Woche \| 1 \| Mariah Carey \| Music Box \| – \| \| 22. Mai 1994 – 23. Juli 1994 9 Wochen (insgesamt 14) \| 14 \| Züri West \| Züri West \| – \| \| 24. Juli 1994 – 30. Juli 1994 1 Woche \| 1 \| The Rolling Stones \| Voodoo Lounge \| – \| \| 31. Juli 1994 – 3. September 1994 5 Wochen (insgesamt 14) \| 14 \| Züri West \| Züri West \| – \| \| 4. September 1994 – 8. Oktober 1994 5 Wochen \| 5 \| Patent Ochsner \| Gmües \| – \| \| 9. Oktober 1994 – 15. Oktober 1994 1 Woche \| 1 \| Eric Clapton \| From the Cradle \| – \| \| 16. Oktober 1994 – 5. November 1994 3 Wochen \| 3 \| R.E.M. \| Monster \| – \| \| 6. November 1994 – 12. November 1994 1 Woche (insgesamt 6) \| 6 \| Bon Jovi \| Cross Road – The Best Of \| – \| \| 13. November 1994 – 19. November 1994 1 Woche \| 1 \| Polo Hofer und die Schmetterband \| Welcome i dr Sonderbar \| – \| \| 20. November 1994 – 24. Dezember 1994 5 Wochen (insgesamt 6) \| 6 \| Bon Jovi \| Cross Road – The Best Of \| – \| \| 25. Dezember 1994 – 7. Januar 1995 2 Wochen (insgesamt 6) \| 6 \| The Kelly Family \| Over the Hump \| – \| |                                           |                                           |                                           |                           |
| ← 1993 |                                           |                                           |                                           | → 1995 →                  |
| Zeitraum | Wo. ges.                                  | Interpret                                 | Titel                                     | Zusätzliche Informationen |
| (Zeitraum, Wochen auf Platz eins, Interpret, Titel, zusätzliche Informationen) |                                           |                                           |                                           |                           |
| 5. Dezember 1993 – 5. Februar 1994 9 Wochen (insgesamt 11) | 11                                        | Bryan Adams                               | So Far So Good                            | –                         |
| 6. Februar 1994 – 12. März 1994 5 Wochen | 5                                         | Gotthard                                  | Dial Hard                                 | –                         |
| 13. März 1994 – 26. März 1994 2 Wochen (insgesamt 11) | 11                                        | Bryan Adams                               | So Far So Good                            | –                         |
| 27. März 1994 – 9. April 1994 2 Wochen | 2                                         | Cappella                                  | U Got 2 Know                              | –                         |
| 10. April 1994 – 30. April 1994 3 Wochen (insgesamt 4) | 4                                         | Pink Floyd                                | The Division Bell                         | –                         |
| 1. Mai 1994 – 7. Mai 1994 1 Woche | 1                                         | Roxette                                   | Crash! Boom! Bang!                        | –                         |
| 8. Mai 1994 – 14. Mai 1994 1 Woche (insgesamt 4) | 4                                         | Pink Floyd                                | The Division Bell                         | –                         |
| 15. Mai 1994 – 21. Mai 1994 1 Woche | 1                                         | Mariah Carey                              | Music Box                                 | –                         |
| 22. Mai 1994 – 23. Juli 1994 9 Wochen (insgesamt 14) | 14                                        | Züri West                                 | Züri West                                 | –                         |
| 24. Juli 1994 – 30. Juli 1994 1 Woche | 1                                         | The Rolling Stones                        | Voodoo Lounge                             | –                         |
| 31. Juli 1994 – 3. September 1994 5 Wochen (insgesamt 14) | 14                                        | Züri West                                 | Züri West                                 | –                         |
| 4. September 1994 – 8. Oktober 1994 5 Wochen | 5                                         | Patent Ochsner                            | Gmües                                     | –                         |
| 9. Oktober 1994 – 15. Oktober 1994 1 Woche | 1                                         | Eric Clapton                              | From the Cradle                           | –                         |
| 16. Oktober 1994 – 5. November 1994 3 Wochen | 3                                         | R.E.M.                                    | Monster                                   | –                         |
| 6. November 1994 – 12. November 1994 1 Woche (insgesamt 6) | 6                                         | Bon Jovi                                  | Cross Road – The Best Of                  | –                         |
| 13. November 1994 – 19. November 1994 1 Woche | 1                                         | Polo Hofer und die Schmetterband          | Welcome i dr Sonderbar                    | –                         |
| 20. November 1994 – 24. Dezember 1994 5 Wochen (insgesamt 6) | 6                                         | Bon Jovi                                  | Cross Road – The Best Of                  | –                         |
| 25. Dezember 1994 – 7. Januar 1995 2 Wochen (insgesamt 6) | 6                                         | The Kelly Family                          | Over the Hump                             | –                         |

## Jahreshitparaden
| ← 1993 ← | Liste der Nummer-eins-Hits in der Schweiz | Liste der Nummer-eins-Hits in der Schweiz | Liste der Nummer-eins-Hits in der Schweiz | 1995 →   |
| \| Singles \| Position# \| Alben \| \| ------------------------------------------------------------------------------------------------------------------------------------------------------ \| --------- \| ---------------------------------------- \| \| Without You Mariah Carey Thomas Evans, Peter William Ham \| 1 \| Music Box Mariah Carey \| \| 7 Seconds Youssou N’Dour & Neneh Cherry Jonathan Peter Sharp, Cameron Andrew McVey, Neneh Cherry, Youssou N’Dour \| 2 \| So Far So Good Bryan Adams \| \| I schänke dir mis Härz Züri West Musik: Kuno Lauener, Markus Fehlmann, Martin Friedrich Gerber, Gert Stäuble, Peter von Siebenthal; Text: Kuno Lauener \| 3 \| The Division Bell Pink Floyd \| \| I Swear All-4-One Frank Joseph Myers, Gary B. Baker \| 4 \| Züri West \| \| Love Is All Around Wet Wet Wet Reg Presley \| 5 \| Get a Grip Aerosmith \| \| Everybody DJ BoBo René Baumann, Daniel Peyer \| 6 \| Laura Laura Pausini \| \| All for Love Bryan Adams, Rod Stewart & Sting Bryan Adams, Robert John Lange, Michael Arnold Kamen \| 7 \| God Shuffled His Feet Crash Test Dummies \| \| Return to Innocence Enigma Michael Cretu \| 8 \| Crash! Boom! Bang! Roxette \| \| It’s Alright East 17 Anthony Michael Mortimer \| 9 \| Happy Nation Ace of Base \| \| The Rhythm of the Night Corona Francesco Bontempi, Giorgio Spagna, Annerley Gordon, Peter Wilfred Glenister, Michael Gaffey \| 10 \| Both Sides Phil Collins \| |                                           |                                           |                                           |          |
| ← 1993 |                                           |                                           |                                           | → 1995 → |
| Singles | Position#                                 | Alben                                     |                                           |          |
| Without You Mariah Carey Thomas Evans, Peter William Ham | 1                                         | Music Box Mariah Carey                    |                                           |          |
| 7 Seconds Youssou N’Dour & Neneh Cherry Jonathan Peter Sharp, Cameron Andrew McVey, Neneh Cherry, Youssou N’Dour | 2                                         | So Far So Good Bryan Adams                |                                           |          |
| I schänke dir mis Härz Züri West Musik: Kuno Lauener, Markus Fehlmann, Martin Friedrich Gerber, Gert Stäuble, Peter von Siebenthal; Text: Kuno Lauener | 3                                         | The Division Bell Pink Floyd              |                                           |          |
| I Swear All-4-One Frank Joseph Myers, Gary B. Baker | 4                                         | Züri West                                 |                                           |          |
| Love Is All Around Wet Wet Wet Reg Presley | 5                                         | Get a Grip Aerosmith                      |                                           |          |
| Everybody DJ BoBo René Baumann, Daniel Peyer | 6                                         | Laura Laura Pausini                       |                                           |          |
| All for Love Bryan Adams, Rod Stewart & Sting Bryan Adams, Robert John Lange, Michael Arnold Kamen | 7                                         | God Shuffled His Feet Crash Test Dummies  |                                           |          |
| Return to Innocence Enigma Michael Cretu | 8                                         | Crash! Boom! Bang! Roxette                |                                           |          |
| It’s Alright East 17 Anthony Michael Mortimer | 9                                         | Happy Nation Ace of Base                  |                                           |          |
| The Rhythm of the Night Corona Francesco Bontempi, Giorgio Spagna, Annerley Gordon, Peter Wilfred Glenister, Michael Gaffey | 10                                        | Both Sides Phil Collins                   |                                           |          |